# Gobionellinae
Gobionellinae — підродина родини Оксудеркових (Oxudercidae). Раніше представників підродини відносили до родини бичкових (Gobiidae), але згідно із 5-м виданням Риби світу перенесені в якості підродини до Oxudercidae.
Населяють переважно лимани і прісні води, але представники роду Gnatholepis населяють коралові рифи. Представники підродини поширені переважно у тропічних і субтропічних регіонах по усьому Світі, крім Північно-Східної Атлантики, Середземного моря і Понто-Каспійського регіону.

## Роди
Підродина містить близько 370 видів, що відносяться до 55 родів:
- Acanthogobius Gill, 1869
- Amblychaeturichthys Bleeker, 1874
- Astrabe Jordan & Snyder, 1901
- Awaous Valenciennes, 1837

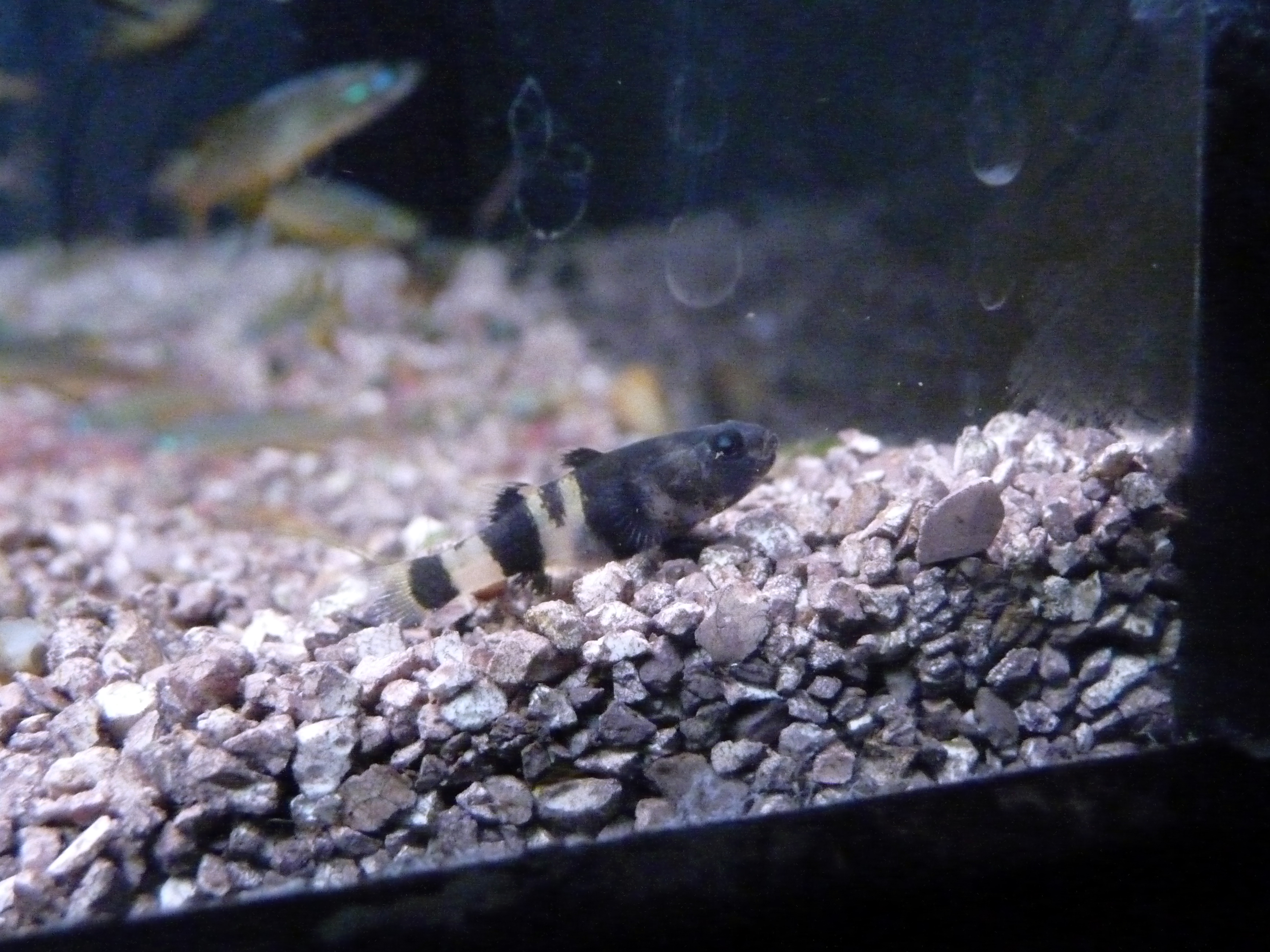
Brachygobius xanthozonus

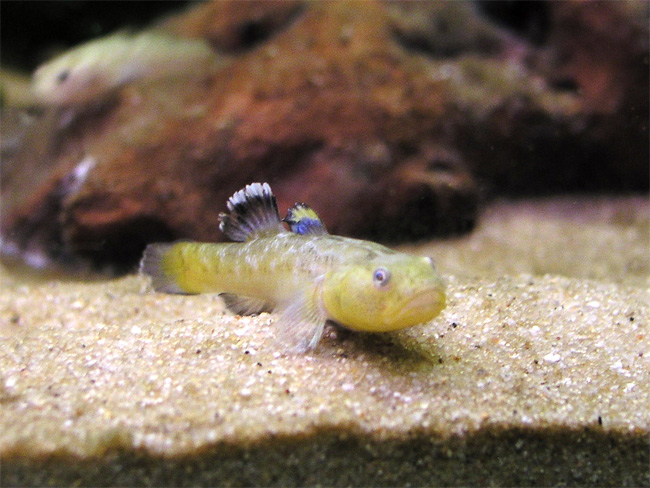
Chlamydogobius eremius

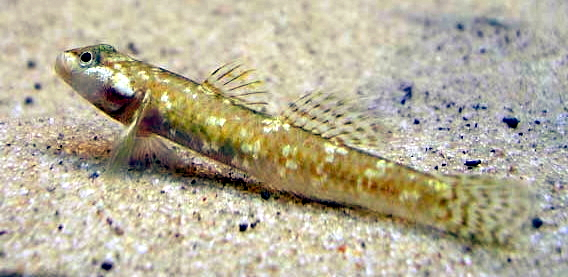
Rhinogobius duospilus

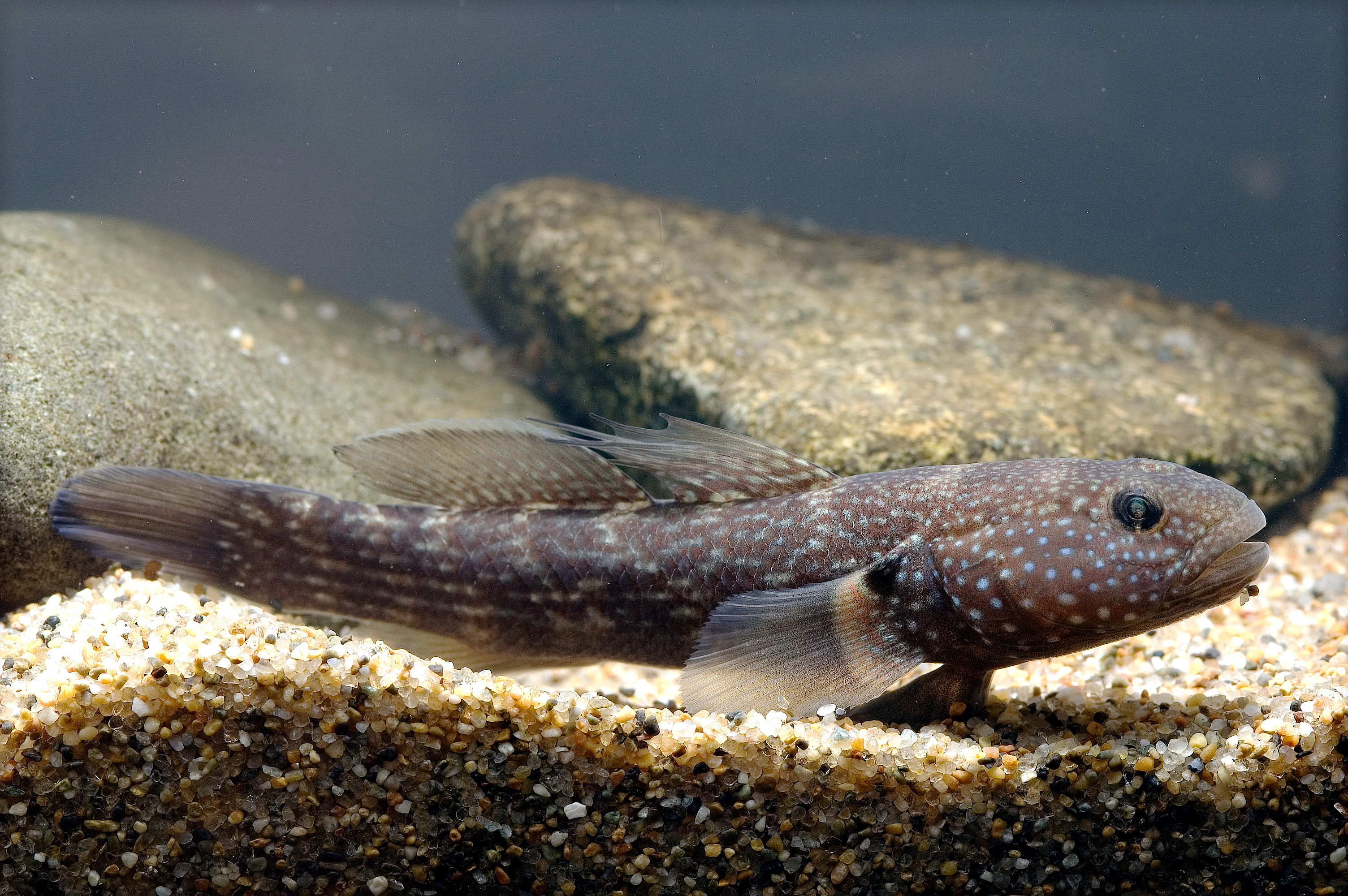
Tridentiger brevispinis

- Brachygobius Bleeker, 1874 — Брахігобіус
- Caecogobius Berti & Ercolini 1991
- Chaenogobius Gill, 1859
- Chaeturichthys Richardson, 1844
- Chlamydogobius Whitley, 1930
- Clariger Jordan & Snyder, 1901
- Clevelandia Eigenmann & Eigenmann, 1888
- Ctenogobius Gill, 1858
- Eucyclogobius Gill, 1862
- Eugnathogobius H.M. Smith, 1931]]
- Eutaeniichthys Jordan & Snyder, 1901
- Evorthodus Gill, 1859
- Gillichthys Cooper, 1864
- Gnatholepis Bleeker, 1874
- Gobioides Lacepède, 1800
- Gobionellus Girard, 1858
- Gobiopterus Bleeker, 1874
- Gymnogobius Gill, 1863
- Hemigobius Bleeker, 1874
- Ilypnus Jordan & Evermann, 1896
- Lepidogobius Gill, 1859
- Lethops Hubbs, 1926
- Leucopsarion Hilgendorf, 1880
- Luciogobius Gill, 1859
- Mistichthys H.M. Smith, 1902
- Mugilogobius Smitt, 1900
- Oligolepis Bleeker, 1874
- Oxyurichthys Bleeker, 1857
- Paedogobius Iwata, S. Hosoya & Larson, 2001
- Pandaka Herre, 1927
- Papuligobius I. S. Chen & Kottelat, 2003
- Parawaous Watson, 1993
- Pseudogobiopsis Bleeker, 1875
- Pseudogobius Popta, 1922
- Pseudorhinogobius(J. S. Zhong & H. L. Wu, 1998)
- Pterogobius Gill, 1863
- Quietula Jordan & Evermann, 1895
- Redigobius Herre, 1927
- Rhinogobius Gill, 1859 — Носатий бичок
- Sagamia Jordan & Snyder, 1901
- Schismatogobius de Beaufort, 1912
- Stenogobius Bleeker, 1874
- Stigmatogobius Bleeker, 1874
- Suruga Jordan & Snyder, 1901
- Synechogobius Gill, 1863
- Tamanka Herre, 1927
- Tridentiger Gill, 1859 — Тризубий бичок
- Typhlogobius Steindachner, 1879